# 藤井勉
藤井 勉（ふじい つとむ、1948年5月8日 - 2017年9月12日）は、日本の洋画家。自身の娘3人の成長を細密な描写により描いた油彩作品で知られている。

## 略歴
1948年（昭和23年）5月秋田県仙北郡飯詰村天神堂、または仙南村（現美郷町）に藤井吉五郎の次男として生まれる。六郷町立六郷中学校、秋田県立六郷高等学校を経て岩手大学教育学部特設美術科に進み、以後岩手県盛岡市を拠点として創作活動に入った。代表作は「風」「剣」「寂」。
2017年（平成29年）9月12日、心不全のため、盛岡市内の病院で死去、69歳。

## エピソード
- 幼少期の藤井が描いた吉祥画が本堂天井画板のひとつとして、美郷町金沢西根百目木の百記山等心寺（浄土真宗大谷派）に飾られている[2]。
- 2018年9月29日から2019年3月10日までサトエ記念21世紀美術館で「藤井勉展～家族の肖像・画家への追想～」が開催された[1]。
- 2022年10月29日から美郷町学友館にて特別展「ふるさと美郷の画家三人展」(渋谷重弘、髙橋清見、藤井勉)を開催。

## おもな作品
- 「祝婚歌」（油彩10号）
- 「待宵草」（油彩15F）
- 「夏の光」（油彩5F）
- 「新雪」（油彩10F）
- 「生ふたたび」（水彩50Ｆ）

### 著書
- 『白い山脈―藤井勉―画文集』求龍堂 1984年ISBN 978-4763084033
- 『藤井勉第二画集』講談社1985年ISBN 978-4062008600
- 藤井智恵子 文、藤井勉 絵『たなごころ』求龍堂 1986年ISBN 978-4763086075
- 『藤井勉画集 (求龍堂グラフィックス)』求龍堂1993年ISBN 978-4763093226
- 『藤井 勉画集 魅惑の大地』金の星社2005年ISBN 978-4323070728